# Firšicové z Nabdína
Firšicové z Nabdína, jméno staročeské vladycké rodiny, která byla bezpochyby německého původu (z Prahy?).

## Historie
Na počátku 15. století držela ves Nabdín (dnes část Černuci) na Slánsku. Jejich předek Jan Firšic z Nabdína obdržel v roce 1429 zápis na vesnici Strážkov od arcibiskupa Konráda a se svým bratrem Jindřichem ještě jeden zápis od císaře Zikmunda na nějaké kostely. Žil ještě v roce 1457 a snad i v roce 1477, jeho manželkou byla Dorota z Chuderova. On nebo jeho syn dosáhli panského stavu.
Jeho syn Jan Firšic z Nabdína, který se připomíná mezi lety 1493–1521, držel Strážkov, koupil v roce 1504 statek Běškovice s mnohými vesnicemi, což vše v roce 1521 vyměnil za hrad a panství Hradištko u Chlumce. Roku 1514 koupil se svým synem část Zvoleněvsi. Zemřel v roce 1522. Jeho manželkou byla Eliška z Landštejna.
Jejich syn Jindřich připomínající se v letech 1504–1549 prodal roku 1532 Hradištko a koupil Janovičky. Asi roku 1534 dostal Zbraslavice, k nímž držel v letech 1537–1541 Sion i s vesnicemi a kupoval a prodával menší statky na Kouřimsku a Čáslavsku (jako Hrádek, Poděhusy, Toušice v roce 1534, Lhotku v roce 1541, Kralice v roce 1542, Mančice v roce 1544–1545). Koupil v roce 1541 Peroltice a Vlastějovice, v nichž již část držel. Vyzdvihl v okolí hornictví a dal Vlastějovicím, kde si zřídil nové sídlo, jméno Hamrštat. Peroltice a Vlastějovice byli v roce 1540 a Slavošov v roce 1549 povýšeny na městyse. Zbraslavice prodal roku 1548. Jeho první manželkou byla Konjukcí (!) z Fictumu v roce 1538–1541. Jeho druhou manželkou byla Mandaléna z Lomnice, která se připomínala v roce 1545.
Po Jindřichovi zůstali jen dvě dcery, Markéta jejímž manželem byl Jan Křinecký z Ronova, který zemřel v roce 1557, a Marjana, ta prodala v roce 1552 Vlastějovice zděděné po otci. Tuto panskou větev přežila větev vladycká, která snad pocházela od Jindřicha, který se připomínal od roku 1436. Z ní pocházel Václav Firšic z Nabdína, který držel s manželkou Kateřinou z Víckova statek Chvaly v roce 1501. Jeho syn Jan se nachází v roce 1534 v tituláři mezi osobami vladyckého stavu. Seděl pak buď v Kutné Hoře nebo v okolí, kde byl jeho syn Jan znám pro svou divokost. Jeden z nich zemřel v roce 1562.
Roku 1617 zemřel v Dolanech poslední člen z tohoto rodu Jan Firšic z Nabdína a byl pohřben v Kutné Hoře u svaté Barbory v mincířské kapli. Zanechal po sobě manželku Mariánu z Malovic a dceru Aldegundu Johanku, s kterou se oženil v roce 1622 Burian Vrchotický z Loutkova.

## Erb
Erbem byl červený štít, na něm ruka s ramenem v modrém rukávu držící černého ptáka se zlatým nosem. Přikryvadla červená a bílá, jako klenot týž pták stojící na červeném polštáři.